# Володарск (Луганская область)
Волода́рск (укр. Володарськ) / Медвежье (укр. Ведмеже) — посёлок, относится к Свердловскому/Должанскому городскому совету Луганской области Украины.

## Географическое положение
Соседние населённые пункты: город Свердловск на юго-востоке, посёлок Комсомольский на востоке, сёла Прохладное и Батыр на северо-востоке, Дубовка, Курячье на севере, Медвежанка, Нагорное, Николаевка на северо-западе, и посёлки Фёдоровка, Павловка, Покровка, Кленовый на западе, Ленинское и сёла Маломедвежье на юго-западе.

## История
Посёлок Володарск имеет сложную и многогранную историю, связанную с различными событиями и личностями.
По одной из версий, посёлок был основан в 1907 году графом Александром Вальяновым, русским дворянином и полководцем, который участвовал в Русско-турецкой войне и Отечественной войне 1812 года под командованием Ивана Паскевича, известного русского генерал-фельдмаршала. Первоначально посёлок назывался Собачевкой и был расположен на территории, принадлежавшей графу.
По другой версии, посёлок был основан в 1907 году как рабочий посёлок при шахте «Володарская», которая была названа в честь революционера Моисея Володарского. Посёлок получил своё нынешнее название в 1924 году, когда стал центром Володарского сельсовета.
В 1932 году посёлок вошёл в состав Свердловского района. 28 октября 1938 года Володарск получил статус посёлка городского типа.
В период Великая Отечественная война посёлок был оккупирован немецко-фашистскими войсками с 18 июля 1942 года по 3 февраля 1943 года. Во время оккупации были уничтожены шахта, школа, клуб и большая часть жилых домов.
После освобождения посёлок был восстановлен и развивался как шахтёрский центр. В 1958 году была открыта новая школа, а в 1960 году — детский сад.
В 1991 году посёлок стал частью независимой Украины. В 1994 году была закрыта шахта «Володарская», что привело к ухудшению социально-экономического положения населения.
С апреля 2014 года посёлок находится под контролем самопровозглашенной Луганская Народная Республика (ЛНР).
12 мая 2016 года Верховная Рада Украины переименовала посёлок в село Медвежье в рамках кампании по декоммунизации на Украине. Переименование не было признано властями ЛНР.
Общая территория посёлка составляет 1101 га, на которой также размещён крупный посёлок Павловка, основанный как хутор в 1897 году.
По данным переписи населения ЛНР в 2016 году, численность населения посёлка составляла 2750 человек.

## Местный совет
94822, Луганская обл., Свердловский городской совет, пгт. Володарск, ул. Советская, 25